# Exoprosopa arcuata
Exoprosopa arcuata är en tvåvingeart som beskrevs av Macquart 1847. Exoprosopa arcuata ingår i släktet Exoprosopa och familjen svävflugor.
Artens utbredningsområde är Madagaskar. Inga underarter finns listade i Catalogue of Life.